# Joanna Gadzina
Joanna Gadzina (ur. 1 kwietnia 1992 w Nowym Sączu) – polska piłkarka ręczna, medalistka mistrzostw Polski, reprezentantka Polski.

## Kariera sportowa
Jest wychowanką UKS Olimpia Nowy Sącz, następnie występowała w Olimpii-Beskid Nowy Sącz, od 2015 była zawodniczką Pogoni Szczecin, zdobywając z klubem wicemistrzostwo Polski w 2016. Od 2018 reprezentowała barwy Startu Elbląg, od 2019 MKS Perły Lublin (w 2020 zdobyła mistrzostwo Polski, w 2021 brązowy medal mistrzostw Polski), od 2021 JKS Eurobud Jarosław, w 2023 została zawodniczką Piotrcovii.
Z reprezentacją Polski U-18 zajęła 4. miejsce na mistrzostwach Europy juniorek w 2010, z reprezentacją Polski U-19 była 13. na młodzieżowych mistrzostwach Europy w 2011. W 2012 zajęła z reprezentacją Polski U-21 7. miejsce na młodzieżowych mistrzostwach świata.
W reprezentacji Polski seniorek debiutowała 21 listopada 2012 w meczu eliminacji mistrzostw świata z Litwą (w debiucie strzeliła pięć bramek). W 2015 wystąpiła na mistrzostwach świata, zajmując z drużyną 4. miejsce.